# Hydrosaat

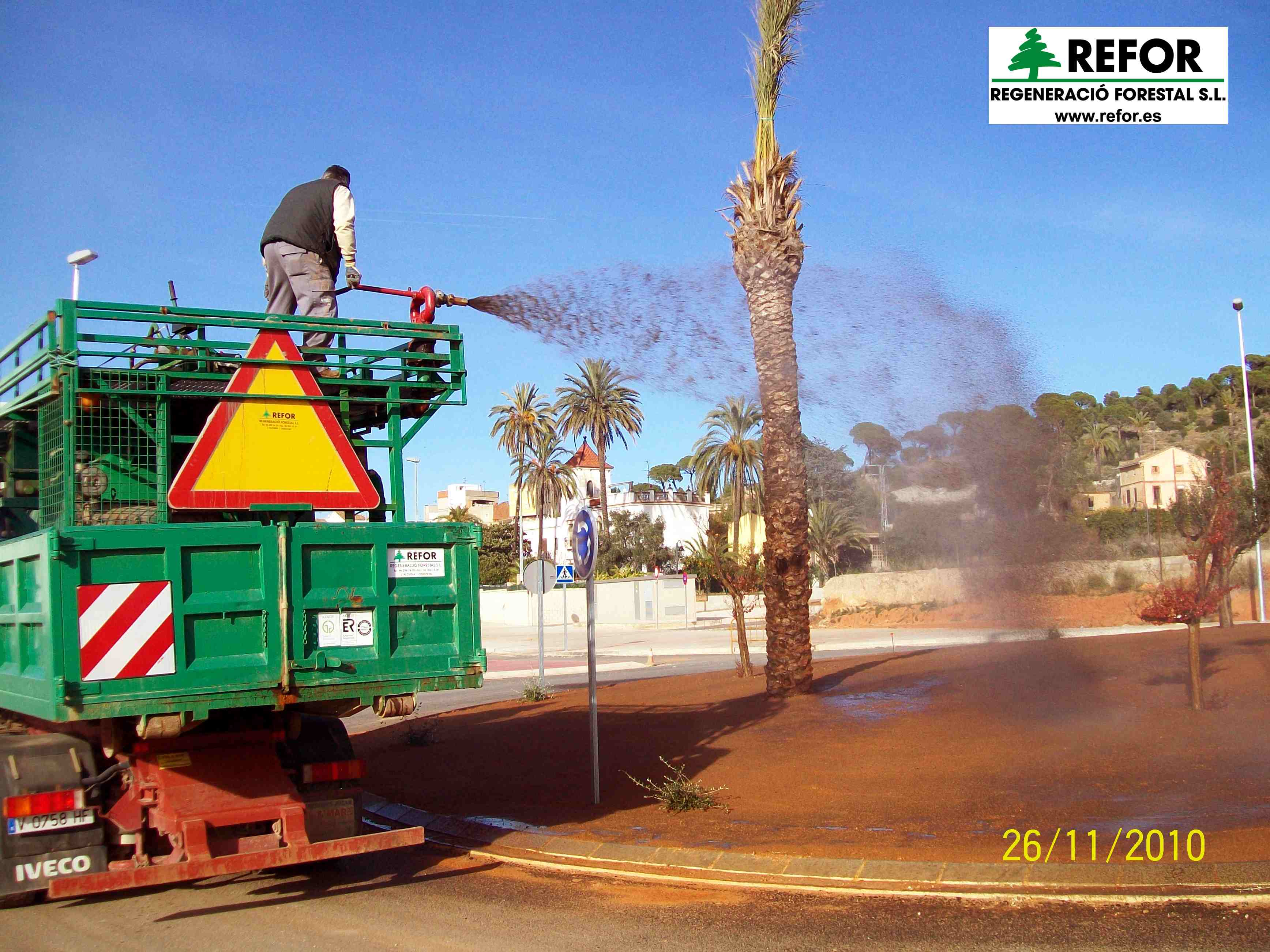
Hydrosaat vom LKW aus (Portugal)

Hydrosaat, auch Nassansaat (Nass-Ansaat) oder Anspritzbegrünung genannt, ist ein ingenieurbiologisches Verfahren zur schnellen Begrünung von Flächen. Dieses Verfahren findet Anwendung bei fehlendem Oberboden (bei der Rekultivierung), bei grobsteinigem Untergrund oder an durch Erosion gefährdeten Hängen zur schnellen Stabilisierung der Bodenoberflächen.
Bei der Hydrosaat werden Saatgut, Mulchstoffe, Dünger, Bodenhilfsstoffe und organischer Kleber mit Wasser (Trägersubstanz) vermischt. Diese Mischung wird mit einer Dickstoffpumpe auf die zu begrünenden Flächen aufgespritzt.
Die Begrünung im Hydrosaatverfahren wird vorwiegend bei Problemflächen wie Böschungen, Deponien, Dämmen oder Steilhängen angewandt.
Die Hydroansaat kann mit einer Mulchdecke ergänzt werden (nicht zu verwechseln mit der Beimischung von Mulchstoffen zum Saatgut), die in einem zweiten, separaten Arbeitsgang aufgebracht und mittels organischem Kleber fixiert wird. Die Mulchdecke kann aus Stroh, Heu, Spreu, oder Zellulose bestehen. Dieses Verfahren beschleunigt das Auflaufen der Saat, schützt sie vor Trockenheit und Frost, reguliert die Feuchtigkeit im Keimbereich und bietet Schutz gegen Regengüsse. Besonders empfiehlt es sich bei stark besonnten oder erosionsgefährdeten Baustellen.

## Hydroseeder
Hydroseeder sind spezielle Lastkraftwagen oder Unimogs. Diese sind meist Allradfahrzeug mit hoher Geländetauglichkeit, einem Doppelwellenrührwerk und leistungsfähigeren Motoren. In dem Behälter (ähnlich wie beim Betonmischer) wird die Nassansaat aufbewahrt und über ein Spritzsystem auf die Bepflanzungsstellen aufgespritzt. Dabei erreichen die Sprühkanonen eine Reichweite von bis zu 50 Metern. In Gleisnähe werden die Behälter mit der Nassansaat auf einem Waggon befestigt, der den Transport übernimmt.

## Belege
- Forschungsgesellschaft Landschaftsentwicklung Landschaftsbau (Hrsg.): Empfehlungen zur Begrünung von Problemflächen. Bonn 1998.
- Jürgen Zander: Ingenieurbiologische Bauweisen. (PDF; 4,1 MB) TU München, Fakultät für Forstwissenschaft, ehemals im Original (nicht mehr online verfügbar); abgerufen am 13. März 2017 (Vorlesungsunterlagen). (Seite nicht mehr abrufbar. Suche in Webarchiven)